# Estación Las Piedras

La Estación Las Piedras es una estación de ferrocarriles ubicada en la ciudad homónima del departamento de Canelones.

## Inauguración
Fue construida en 1869 por la Compañía del Ferrocarril Central de capitales nacionales quien había finalizado y comenzado a operar el servicio de ferrocarriles entre Bella Vista y Las Piedras en 1866. Posteriormente, la estación es adquirida por el Central Uruguay Railway hasta su nacionalización. 
Como muchas otras estaciones, su constitución se caracteriza por una arquitectura de tejado a dos aguas. En la misma se encontraban las dependencias administrativas y de atención al público,  como también un sector destinado como residencia del jefe de estación. 

## Actualidad
Hasta el año 2019, año en que fueron disueltos los servicios de pasajeros, supo ser una de las principales estaciones de la línea Montevideo - Progreso. Si bien se prevé la reanudación del servicio de pasajeros una vez finalizadas las obras del Ferrocarril Central, la estación no volverá a prestar servicio como tal, debido a que se construyó una nueva estación subterránea. 